# Eupatorium chinense
Eupatorium chinense es una planta herbácea de la familia Asteraceae.

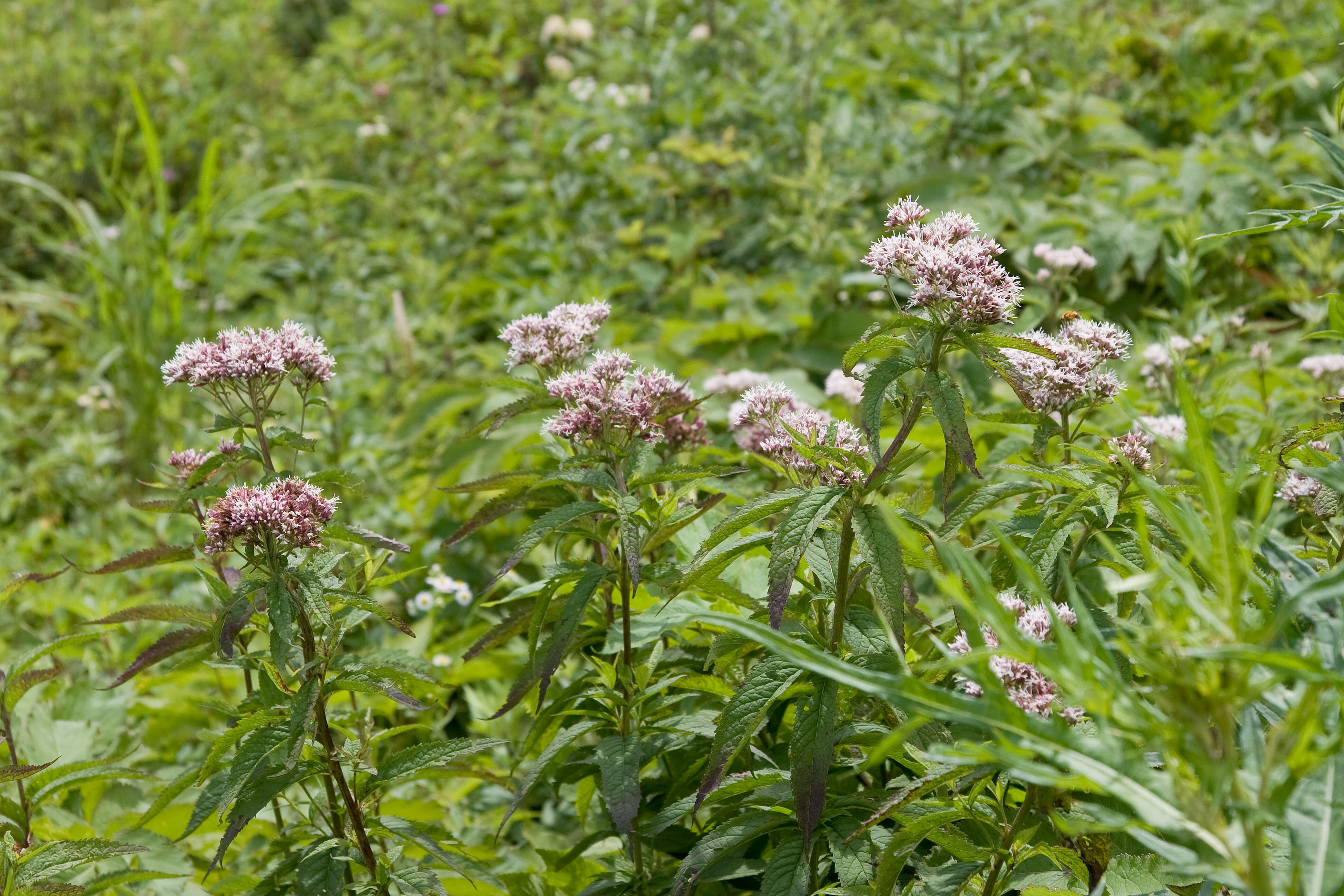
Vista de la planta

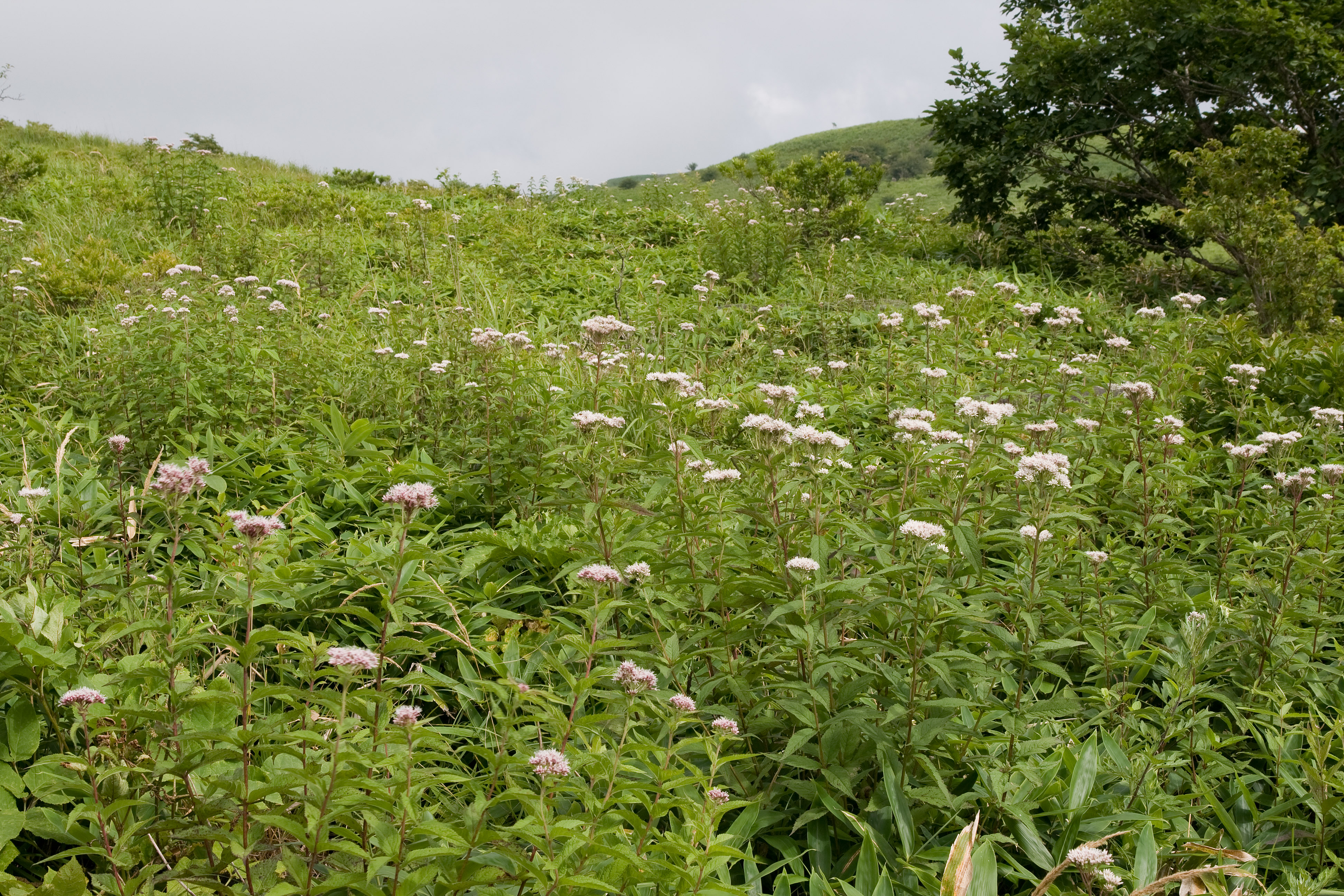
En su hábitat

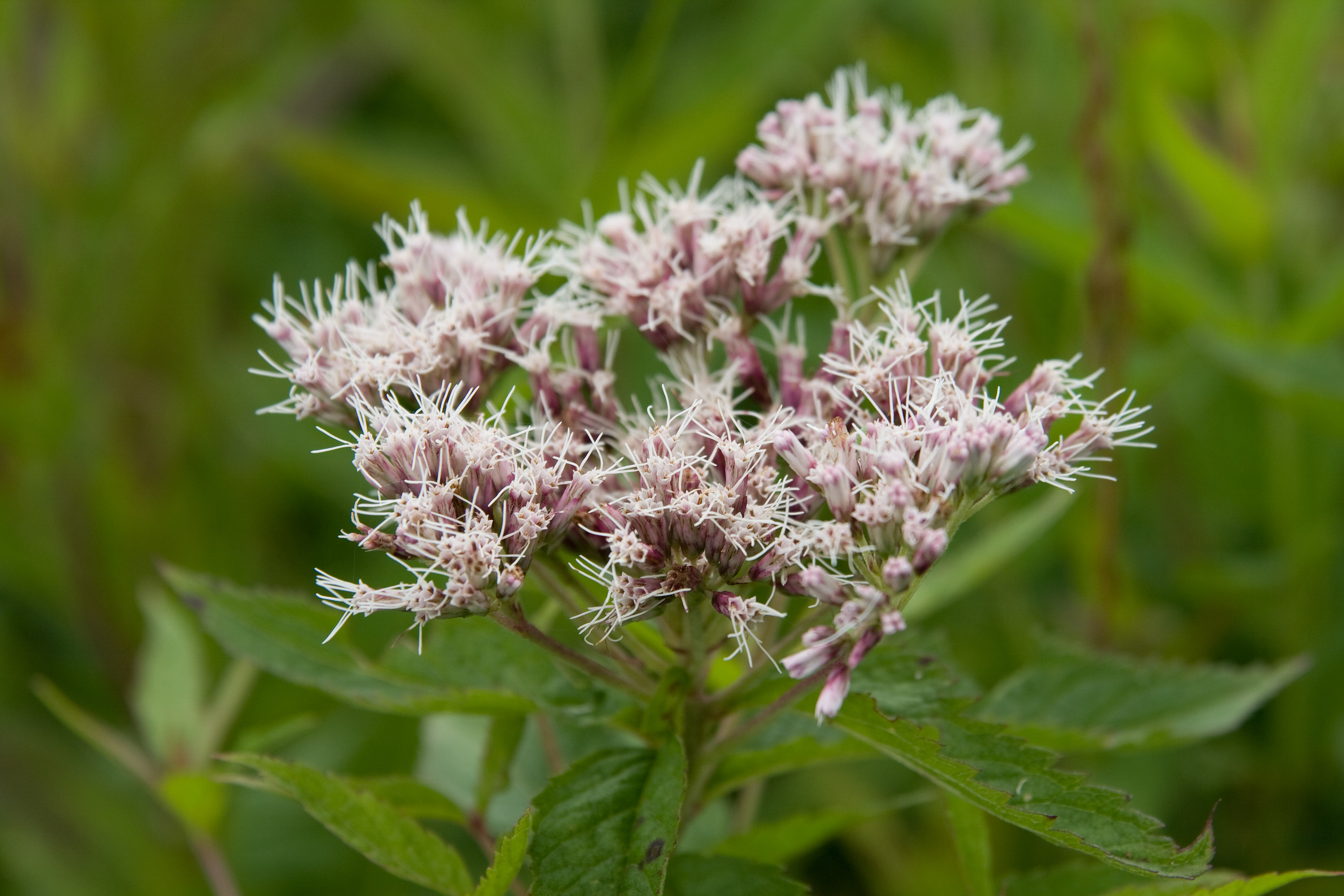
Inflorescencia

La clasificación exacta de esta especie se han definido de manera diferente por diferentes autores. King y Robinson en 1987 la define ampliamente para incluirla en Eupatorium japonicum, Eupatorium makinoi, algunas variedades de Eupatorium fortunei, y otras plantas a veces consideradas como especies separadas.

## Descripción
Son hierbas, perennes o pequeños arbustos o subarbustos, que alcanzan un tamaño de 70-100 cm de alto. La parte baja leñosa, ramificada, tallos de color rojo violáceo, a menudo; ramas ascendentes, ramas superiores y corimbos puberulentas sórdida-blanco, ramas sinflorescencia y pedúnculos más densamente peludos. Terminal de sinflorescencias, de grandes corimbos compuestos laxamente, de 20-30 cm de diámetro. Capítulos numerosos, 5 florecido; campanulate involucro, de 5 mm. Los frutos son aquenios de color pálido negro-marrón, elípticos, de 3 mm, 5-nervadas. Fl. y fr. junio-noviembre. Tiene un número de cromosomas de 2 n = 20, 30, 31, 39, 40, 50.

## Distribución
Se encuentra en los márgenes de los bosques en las laderas, bosques, matorrales o pastizales en las laderas; a una altitud de 200-1900 metros, en Anhui, Fujian, Gansu, Guangdong, Guangxi, Guizhou, Hainan, Henan, Hubei, Hunan, Jiangsu, Jiangxi, Shaanxi, Sichuan, Taiwán, Yunnan, Zhejiang, India, Japón, Corea, Nepal. 

## Propiedades
Eupatorium chinense es venenoso, especialmente las hojas, pero se utiliza medicinalmente para tratar grandes carbunclos, sarna, mordeduras de serpientes, y para aliviar el dolor.

## Toxicidad
Eupatorium chinense contiene alcaloide pirrolizidínico tumorígenos.

## Taxonomía
Eupatorium chinense fue descrita por Carlos Linneo y publicado en Species Plantarum 2: 837. 1753.
Etimología
Eupatorium: nombre genérico que viene del griego y significa "de padre noble". Cuyo nombre se refiere a Mitrídates el Grande, que era el rey del Ponto en el siglo I a. C. y a quien se le atribuye el primer uso de la medicina. De hecho, las especies de este género, a lo largo del tiempo, han tomado diversas denominaciones vulgares referidas sobre todo a la medicina popular, esto sirve para resaltar las propiedades de Eupatoria, aunque actualmente este uso se ha reducido algo debido a algunas sustancias hepatotóxicas presentes en estas plantas.
chinense: epíteto geográfico que alude a su localización en China.
Sinonimia
- Eupatorium album Thunb.
- Eupatorium album var. subvenosum A.Gray
- Eupatorium chinense var. chinense
- Eupatorium chinense f. chinense
- Eupatorium chinense subsp. chinense
- Eupatorium chinense subsp. sachalinense (F.Schmidt) Kitam. ex Murata
- Eupatorium chinense var. tozanense (Hayata) Kitam.
- Eupatorium crenatifolium Hand.-Mazz.
- Eupatorium glehni F.Schmidt ex Trautv.
- Eupatorium hakonense Nakai
- Eupatorium hakonense var. hakonense
- Eupatorium hakonense var. intermedium Nakai
- Eupatorium japonicum Thunb.
- Eupatorium japonicum f. angustatum Makino
- Eupatorium japonicum f. japonicum
- Eupatorium japonicum var. sachalinensis F.Schmidt
- Eupatorium laciniatum Kitam.
- Eupatorium laciniatum var. laciniatum
- Eupatorium mairei Leveille
- Eupatorium melanadenium Hance
- Eupatorium sachalinense (F.Schmidt) Makino
- Eupatorium sachalinense f. aureoreticulatum Makino
- Eupatorium sachalinense var. sachalinense
- Eupatorium sachalinense f. sachalinense
- Eupatorium sinense J.F.Gmel.
- Eupatorium tozanense Hayata
- Eupatorium wallichii DC.
- Eupatorium wallichii var. wallichii[6]